# 泰西
泰西 (たいせい、中国語 · 日本語: 泰西; ピン音: tàixī; ) は、中国および日本で用いられる、ヨーロッパ、大義には西洋世界全体を指す語。英語ではFar Westと訳され、いわゆる極東の対義語とみなされている。もともとこの語は内陸アジアやインドを指すものだったが、マテオ・リッチが中国から見た西洋の外名としても使い始めた。彼はヨーロッパ中心主義的な極東という概念に対し、西洋を泰西と呼ぶことで中国と西洋を対等な地域圏とみる視点を編み出したのである。泰西という語は江戸時代の日本でも度々用いられたが、現在では単に欧州またはヨーロッパと呼ぶのが一般的で、この語はあまりみられない。

## 歴史

### 中国
本来、泰西という語は中国のすぐ西方にある内陸アジアやインドに対する呼称であったが、明代に西洋と接触する機会が増えるにつれて、その意味は変化していった。この意味変化をもたらしたのはイタリア人イエズス会士マテオ・リッチ（利瑪竇）である。彼は従来あったヨーロッパ中心主義的な「極東」という語に対応する語として「泰西」を用い始めた。イエズス会士はインドを小西、自らの出身地である欧州を泰西もしくは大西と呼んだ。
マテオ・リッチは『交友論』の冒頭で「竇や、泰西より航海し中華に入り、大明の天子の文徳を仰ぎ……」と述べている。これはマテオ・リッチが明側に取り入るために、ヨーロッパを西方の端の土地に過ぎないと称している表現と解釈できる。この文書は1601年に改訂され、「泰西」が「最西」に置き換えられた。これは彼自身が「泰西」という言葉がぎこちない名であると感じたためである可能性がある。
ヨーロッパの学問は中国で泰西学という名で受け入れられた。この言葉は20世紀初頭でもまだ用いられ続けていた。
また中国では、「西海」や「遠西」などもヨーロッパを指す語として用いられた。ヨーロッパ人は「西人」と呼ばれ、ヨーロッパ人の宣教師は「西儒」と呼ばれた。
後にはアメリカが「泰西」の指す地域に含まれることもあった。1868年にカリフォルニアのバーリンゲームに渡った清朝の最初の対アメリカ・ヨーロッパ外交使節は、『初使泰西記』と題した日記を残している。

### 日本
鎖国時代の蘭学において、泰西（たいせい）という語は様々な書物で用いられた。1799年の泰西眼科全書、1829年の泰西本草名疏、1832年の泰西内科集成などの例がある。一方で地理分野では、アジアを一つの大陸とみなす西洋地理学に反発した会沢正志斎らが、日本を神州と呼ぶ一方で西洋を泰西もしくは南蛮と呼ぶことを好んだ。